# پیوند انسانی

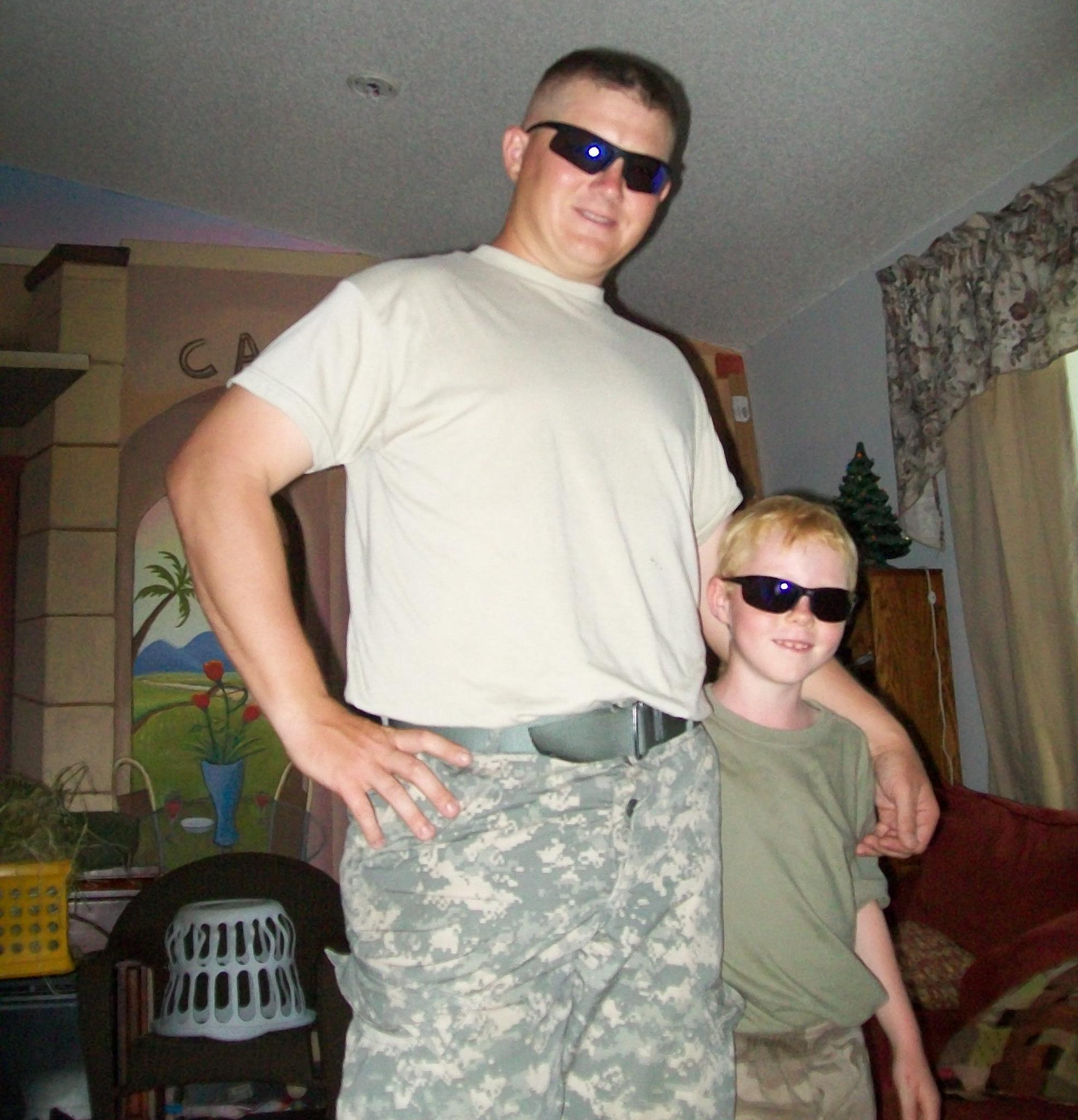
پیوندهای والدین اغلب به کودکان کمک می کند تا هویت خود را شکل دهند.

پیوند انسانی (انگلیسی: Human bonding) فرآیند ایجاد یک رابطه میانفردی بین دو یا چند نفر است. معمولاً بین اعضای خانواده یا دوستان اتفاق می‌افتد،  اما می‌تواند در میان گروه‌ها، مانند تیم‌های ورزشی و هر زمان که افراد با هم وقت می‌گذرانند، ایجاد شود. پیوند یک فرآیند متقابل و تعاملی است و با دوست داشتن ساده متفاوت است. این فرآیند پرورش ارتباطات اجتماعی است.